# Mednarodna hokejska liga 2000/01
Mednarodna hokejska liga 2000/01 je bila druga sezona Mednarodne hokejske lige. Naslov prvaka je osvojil klub HDD Olimpija Ljubljana, ki je v finalu premagal Albo Volán Székesfehérvár. 

## Redni del
| Poz | Klub                      | OT | TOČ | Z (ZP) | P (PP) | PG | DG  | GR  |
| --- | ------------------------- | -- | --- | ------ | ------ | -- | --- | --- |
| 1   | HDD Olimpija Ljubljana    | 16 | 27  | 13 (2) | 3 (1)  | 82 | 30  | +52 |
| 2   | Dunaújvárosi Acélbikák    | 16 | 26  | 13 (1) | 3 (0)  | 85 | 33  | +52 |
| 3   | Alba Volán Székesfehérvár | 16 | 26  | 13 (0) | 3 (0)  | 95 | 42  | +53 |
| 4   | HK Jesenice               | 16 | 23  | 11 (0) | 5 (1)  | 76 | 41  | +35 |
| 5   | HK Slavija Ljubljana      | 16 | 20  | 10 (0) | 6 (0)  | 70 | 55  | +15 |
| 6   | KHL Medveščak Zagreb      | 16 | 11  | 5 (0)  | 11 (1) | 70 | 87  | -17 |
| 7   | Ferencvárosi TC           | 16 | 6   | 3 (0)  | 13 (0) | 41 | 93  | -52 |
| 8   | HK Crvena Zvezda          | 16 | 6   | 3 (0)  | 13 (0) | 38 | 80  | -42 |
| 9   | HK Bled                   | 16 | 2   | 1 (0)  | 15 (0) | 35 | 131 | -96 |

## Končnica
*-po kazenskih strelih.

### Polfinale

#### HK Jesenice - HDD Olimpija Ljubljana
| 21. januar 2001 | HK Jesenice | 3:3 | HDD Olimpija Ljubljana | Dvorana Podmežakla, Jesenice |

| Poročilo tekme | Poročilo tekme | Poročilo tekme | Poročilo tekme | Poročilo tekme |
| -------------- | -------------- | -------------- | -------------- | -------------- |
|                |                | (2-2,0-1,1-0)  |                |                |

| 24. januar 2001 | HDD Olimpija Ljubljana | 8:3 | HK Jesenice | Hala Tivoli, Ljubljana |

| Poročilo tekme | Poročilo tekme | Poročilo tekme | Poročilo tekme | Poročilo tekme |
| -------------- | -------------- | -------------- | -------------- | -------------- |
|                |                | (3-0,4-2,1-1)  |                |                |

#### Alba Volán Székesfehérvár - Dunaújvárosi Acélbikák
| 22. januar 2001 | Alba Volán Székesfehérvár | 4:3 | Dunaújvárosi Acélbikák | Ledena dvorana, Székesfehérvár |

| Poročilo tekme | Poročilo tekme | Poročilo tekme | Poročilo tekme | Poročilo tekme |
| -------------- | -------------- | -------------- | -------------- | -------------- |
|                |                | (1-1,1-1,2-1)  |                |                |

| 25. januar 2001 | Dunaújvárosi Acélbikák | 4:6 | Alba Volán Székesfehérvár | Dunaújvárosi Jégcsarnok, Dunaújváros |

| Poročilo tekme | Poročilo tekme | Poročilo tekme | Poročilo tekme | Poročilo tekme |
| -------------- | -------------- | -------------- | -------------- | -------------- |
|                |                | (1-2,1-2,2-2)  |                |                |

### Za razvrstitev

#### Ferencvárosi TC - KHL Medveščak
| 21. januar 2001 | Ferencvárosi TC | 3:3 | KHL Medveščak | Albert-Flórián-Stadion, Budimpešta |

| Poročilo tekme | Poročilo tekme | Poročilo tekme  | Poročilo tekme | Poročilo tekme |
| -------------- | -------------- | --------------- | -------------- | -------------- |
|                |                | (1:1, 2:0, 0:2) |                |                |

| 24. januar 2001 | KHL Medveščak | 7:5 | Ferencvárosi TC | Dom športova, Zagreb |

| Poročilo tekme | Poročilo tekme | Poročilo tekme  | Poročilo tekme | Poročilo tekme |
| -------------- | -------------- | --------------- | -------------- | -------------- |
|                |                | (3:0, 1:2, 3:3) |                |                |

#### HK Crvena Zvezda - HK Slavija
| 21. januar 2001 | HK Crvena Zvezda | 0:5 | HK Slavija |  |

| Poročilo tekme | Poročilo tekme | Poročilo tekme | Poročilo tekme | Poročilo tekme |
| -------------- | -------------- | -------------- | -------------- | -------------- |
|                |                | b.b.           |                |                |

| 24. januar 2001 | HK Slavija | 5:0 | HK Crvena Zvezda |  |

| Poročilo tekme | Poročilo tekme | Poročilo tekme | Poročilo tekme | Poročilo tekme |
| -------------- | -------------- | -------------- | -------------- | -------------- |
|                |                | b.b.           |                |                |

### Za tretje mesto
| 28. januar 2001 | HK Jesenice | 5:3 | Dunaújvárosi Acélbikák | Dvorana Podmežakla, Jesenice |

| Poročilo tekme | Poročilo tekme | Poročilo tekme  | Poročilo tekme | Poročilo tekme |
| -------------- | -------------- | --------------- | -------------- | -------------- |
|                |                | (3:0, 1:2, 1:1) |                |                |

| 30. januar 2001 | Dunaújvárosi Acélbikák | 3:5 | HK Jesenice | Dunaújvárosi Jégcsarnok, Dunaújváros |

| Poročilo tekme | Poročilo tekme | Poročilo tekme  | Poročilo tekme | Poročilo tekme |
| -------------- | -------------- | --------------- | -------------- | -------------- |
|                |                | (1:1, 0:1, 2:3) |                |                |

### Za peto mesto
| 28. januar 2001 | HK Slavija | 3:3 | KHL Medveščak | Dvorana Zalog, Ljubljana |

| Poročilo tekme | Poročilo tekme | Poročilo tekme  | Poročilo tekme | Poročilo tekme |
| -------------- | -------------- | --------------- | -------------- | -------------- |
|                |                | (1:1, 0:2, 2:0) |                |                |

| 30. januar 2001 | KHL Medveščak | 3:4* | HK Slavija | Dom športova, Zagreb |

| Poročilo tekme | Poročilo tekme | Poročilo tekme       | Poročilo tekme | Poročilo tekme |
| -------------- | -------------- | -------------------- | -------------- | -------------- |
|                |                | (1:0, 0:3, 2:0, 0:1) |                |                |

### Za sedmo mesto
| 28. januar 2001 | HK Crvena Zvezda | 0:5 | Ferencvárosi TC |  |

| Poročilo tekme | Poročilo tekme | Poročilo tekme | Poročilo tekme | Poročilo tekme |
| -------------- | -------------- | -------------- | -------------- | -------------- |
|                |                | b.b.           |                |                |

| 30. januar 2001 | Ferencvárosi TC | 5:0 | HK Crvena Zvezda |  |

| Poročilo tekme | Poročilo tekme | Poročilo tekme | Poročilo tekme | Poročilo tekme |
| -------------- | -------------- | -------------- | -------------- | -------------- |
|                |                | b.b.           |                |                |

### Finale
| 29. januar 2001 | Alba Volan Székesfehérvár | 4:4 | HDD Olimpija Ljubljana | Ledena dvorana, Székesfehérvár |

| Poročilo tekme | Poročilo tekme | Poročilo tekme | Poročilo tekme | Poročilo tekme |
| -------------- | -------------- | -------------- | -------------- | -------------- |
|                |                | (2-2,1-0,1-2)  |                |                |

| 31. januar 2001 | HDD Olimpija Ljubljana | 7:1 | Alba Volan Székesfehérvár | Hala Tivoli, Ljubljana |

| Poročilo tekme | Poročilo tekme | Poročilo tekme | Poročilo tekme | Poročilo tekme |
| -------------- | -------------- | -------------- | -------------- | -------------- |
|                |                | (0-1,5-0,2-0)  |                |                |

## Nagrade
- Najboljši vratar :  Anže Ulčar ( HDD Olimpija Ljubljana)
- Najboljši branilec :  Igor Griger ( Dunaferr Dunaújváros)
- Najboljši napadalec :  Gábor Ocskay ( Alba Volan Székesfehérvár)
- Najboljši strelec :  Gábor Ocskay ( Alba Volan Székesfehérvár), 46 točk (23 golov, 23 podaj)